# 奥村石蘭

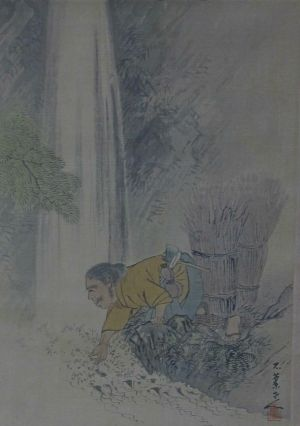
奥村石蘭　養老の図　上

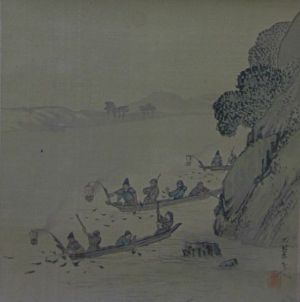
奥村石蘭　鵜飼の図　下

奥村 石蘭（おくむら せきらん、天保5年4月25日（1834年6月2日） - 明治28年（1895年）2月7日）は、日本画家。

## 人物
尾張国名古屋（後の愛知県名古屋市白山町）の生まれ。名は庸。字（あざな）は可均。通称は源吾、大助。別号に知芳園、楓斎、庸堂主人。
尾張藩士の家柄に生まれる。10歳のとき、野村玉渓の門に入り15年間四条派の画を学び、1855年、京都に出て横山清暉に従い研鑽すること数年で名古屋に帰り、画を業とした。1883年に小田切春江、葦原眉山、木村金秋と同好社を設立し、大須総見寺に1878年に建設された名古屋博物館で展示即売会を開き、流派を超えて画界の発展を図った。
また多くの門人を養成して盛名があり、国風学校の画学教師として『小学校毛筆画初歩』や『高等小学校毛筆水墨画』を著わすなど、長く名古屋の美術教育会の重鎮であった。
石蘭は、このほか鳥源という雁鍋屋の大横看板も手がけており、それは間口一杯に、空飛ぶ三羽の雁をペンキ塗りで描かれており、それを目当てに多くの人が訪れたという。
墓は、名古屋市千種区極楽寺にある。

## 門下
- 森本秋涯
- 薮本菜山
- 伊藤華城
- 奥村石亭
- 柳田樵谷

- 日比野文僊
- 宮戸松斎
- 生駒石渓
- 渡辺杏堂
- 渡辺秋渓

- 立松輝石
- 神戸凌雪
- 林石華
- 小寺雲洞
- 加藤英舟

- 坂井藍涯
- 矢吹璋雲
- 太田百香
- 服部石仙
- 河原木鶏

- 松野松亭
- 島沢柳亭
- 水野清亭
- 波多野一岳
- 広瀬敬斎